# William Culham Woodward

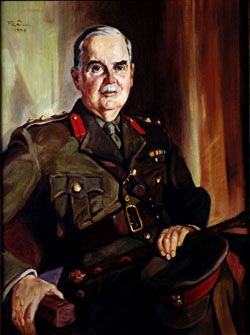
William Culham Woodward

William Culham Woodward (* 24. April 1885 in Gore Bay, Ontario; † 24. Februar 1957 in Hawaii) war ein kanadischer Unternehmer. Von 1941 bis 1946 war er Vizegouverneur der Provinz British Columbia.

## Biografie
Woodward wurde in Gore Bay auf der Insel Manitoulin geboren. Sein Vater Charles Woodward hatte 1892 in Vancouver die Warenhauskette Woodward’s gegründet und war dadurch wohlhabend geworden. Nach kurzer Tätigkeit bei der Royal Bank of Canada stieg der Sohn 1907 als Buchhalter ins Familienunternehmen ein und hatte bald eine führende Position inne. Während des Ersten Weltkriegs diente er freiwillig in Europa an der Westfront.
Nach dem Tod seines Vaters war Woodward ab 1937 Präsident der Warenhauskette, die in den folgenden Jahren rasch expandierte und schließlich die Marktführerschaft in den Provinzen British Columbia und Alberta erlangte. Daneben war er Vorsitzender der Handelskammer von Vancouver sowie Direktor bei der Bank of Canada und der Royal Bank of Canada.
Generalgouverneur Lord Athlone vereidigte Woodward am 5. September 1941 als Vizegouverneur von British Columbia. Dieses repräsentative Amt übte er bis zum 1. Oktober 1946 aus. Anschließend übernahm er wieder die Leitung der Warenhauskette. Sie ging nach seinem Tod an Sohn Charles über und wurde schließlich nach der Insolvenz im Jahr 1993 von der Hudson’s Bay Company übernommen.
| Personendaten    | Personendaten                                                |
| ---------------- | ------------------------------------------------------------ |
| NAME             | Woodward, William Culham                                     |
| KURZBESCHREIBUNG | kanadischer Unternehmer, Vizegouverneur von British Columbia |
| GEBURTSDATUM     | 24. April 1885                                               |
| GEBURTSORT       | Gore Bay, Ontario                                            |
| STERBEDATUM      | 24. Februar 1957                                             |
| STERBEORT        | Hawaii                                                       |